# Kecskeméti Károly (író)
Kecskeméti Károly (Kecskemét, 1910. január 14. – London, 1985. július 24.) író, újságíró.

## Élete
Kecskeméti Miksa (1865–1944) bornagykereskedő és Bettelheim Recha (1880–1944) gyermekeként született izraelita családban. Középiskolai tanulmányait szülővárosában és Frankfurtban végezte, majd a Bécsi Egyetem Orvostudományi Karán tanult. Ezután visszatért Kecskemétre, ahol 1937-ben vasárnaponként színes tárcái jelentek meg a Kecskeméti Ellenőr című lapban, Kéthy aláírással. Később a Pester Lloydnál volt újságíró-gyakornok. A második világháború idején szülei és több közeli rokona is a holokauszt áldozata lett. 1945 után gazdálkodással foglalkozott. 1956 végén emigrált és London peremkerületében, Edgware-ben telepedett le. Hosszabb ideig ápolták tüdőszanatóriumban, ott írta Lujza panzió című kiadatlan regényét.
Felesége Csiszár Valéria volt, Csiszár Hugó és Frankl Emma lánya, akit 1936. december 9-én Budapesten, az Erzsébetvárosban vett nőül.

## Művei
- Abnormandia (regény, München, 1972)